# Steve Alford
Stephen Todd „Steve“ Alford  (* 23. November 1964 in Franklin, Indiana) ist ein US-amerikanischer Basketballtrainer und ehemaliger -spieler.

## Werdegang

### Spieler
Alford spielte Basketball an der New Castle High School (US-Bundesstaat Indiana), sein dortiger Trainer war sein Vater, Sam Alford.
Von 1983 bis 1987 spielte und studierte er an der Indiana University unter Trainer Bob Knight. 1987 gewann Alford mit Indiana den NCAA-Meistertitel. Alfords Stärke lagen im Angriff, insbesondere im Korbwurf. Mit 2438 erzielten Punkten stand er zeitweise an der Spitze der Bestenliste der Hochschule.
Gemeinsam mit den späteren NBA-Stars Michael Jordan und Patrick Ewing gewann er Gold bei den Olympischen Sommerspielen 1984. Trainer der Nationalmannschaft war Bob Knight. Alford war beim olympischen Turnier mit 10,3 Punkten je Begegnung viertbester Korbschütze der US-Mannschaft.
In der NBA spielte er für die Dallas Mavericks und die Golden State Warriors, hatte als Berufsbasketballspieler aber deutlich weniger Erfolg als zuvor in der NCAA. In seinem letzten NBA-Spieljahr erreichte er mit 4,4 Punkten je Begegnung den besten Wert seiner Profilaufbahn.

### Trainer
Nach seinem Karriereende 1991 wurde er Trainer und war zunächst in seinem Heimatbundesstaat Indiana an der Manchester University in der dritten NCAA-Division tätig. Dort gelangen ihm 78 Siege, 29 Spiele mit Manchester verlor er. Er wurde dreimal als Trainer des Jahres der Indiana Collegiate Conference ausgezeichnet und später in die Ruhmeshalle der Hochschule aufgenommen. Von 1995 bis 1999 war Alford Trainer der Southwest Missouri State University, brachte es in seiner Amtszeit auf 78 Siege sowie 48 Niederlagen.
Im März 1999 wurde sein Wechsel an die University of Iowa vermeldet. Sein Vater wurde dort als Assistenztrainer Mitglied seines Stabes. Nachdem Alfords neue Mannschaft im ersten Spiel Titelverteidiger University of Connecticut bezwungen hatte, wurden später die Big-Ten-Conference-Meistertitel 2001 und 2006 die weiteren Höhepunkte seiner Amtszeit. Er brachte es dort auf 152 Siege und 106 Niederlagen. 2007 trat er zurück und wechselte an die University of New Mexico. Alford erhielt einen Sechsjahresvertrag. Dreimal erreichte er mit der Mannschaft das NCAA-Meisterschaftsturnier. Im März 2013 wurde die Vertragsverlängerung in New Mexico um zehn Jahre verkündet. Zehn Tage später vermeldete die University of California, Los Angeles (UCLA) Alfords Verpflichtung, er unterschrieb eine für sieben Jahre geltende Vereinbarung. Ende Dezember 2018 wurde Alford von UCLA entlassen, nachdem seine Mannschaft vier Spiele in Folge verloren hatte. Mit der Mannschaft der kalifornischen Hochschule zog Alford viermals ins NCAA-Meisterschaftsturnier ein. Seine UCLA-Bilanz lautete: 124 Siege, 63 Niederlagen.
Im April 2019 gab die University of Nevada, Reno Alfords Verpflichtung bekannt. Er erhielt einen Zehnjahresvertrag.